# Bacidia illudens
Bacidia illudens är en lavart som först beskrevs av William Nylander och som fick sitt nu gällande namn av Bernt Arne Lynge. 
Bacidia illudens ingår i släktet Bacidia och familjen Ramalinaceae. Enligt den finländska rödlistan är arten nära hotad i Finland. Arten är reproducerande i Sverige. Artens livsmiljö är klippor (inklusive flyttblock).